# Centro de Saúde Militar de Coimbra
O Centro de Saúde Militar de Coimbra (CSMC) é um estabelecimento de saúde do Exército Português, situado na cidade de Coimbra. Sucedeu, em 2009, ao anterior Hospital Militar Regional nº 2 (HMR2).

## Competências atuais
Como centro de saúde militar do Exército, compete ao Centro de Saúde Militar de Coimbra:
1. Garantir as atividades de saúde operacional, nomeadamente o apoio sanitário às ações de seleção de pessoal, de avaliação, de proteção e de promoção da saúde;
2. Contribuir para o preenchimento de cargos, em ordem de batalha, dos elementos da componente operacional do sistema de forças;
3. Prestar cuidados de saúde primários e especializados;
4. Prestar apoio sanitário de área, no órgão e na unidade, aos militares do Exército e, na sua capacidade sobrante, a outros utentes, de acordo com as diretivas superiores e ao abrigo de protocolos estabelecidos;
5. Garantir consultas de medicina geral e familiar e de especialidade;
6. Garantir meios auxiliares de diagnóstico e terapêutica, nomeadamente de medicina física e reabilitação, laboratório de análises clínicas e imagiologia;
7. Constituir-se como polo de formação no âmbito do sistema de formação do Exército;
8. Planear e coordenar a manutenção das infraestruturas à sua responsabilidade;
9. Garantir o cumprimento das disposições legais sobre servidões militares na área à sua responsabilidade.

## Antigas competências como hospital
O anterior Hospital Militar Regional n.º 2 destinava-se a prestar apoio sanitário aos militares do Exército e aos seus familiares, das guarnições de Abrantes, Aveiro, Coimbra, Entroncamento, Leiria e Tomar. Presta também apoio aos militares da Marinha, Força Aérea e Guarda Nacional Republicana e membros da Polícia de Segurança Pública, bem como aos seus familiares. Além disso, compete-lhe especificamente prestar apoio às unidades da Brigada de Reação Rápida .
O HMR2 era dirigido por um oficial superior médico, dependente do Comando da Logística do Exército, através da Direção de Saúde.
O hospital incluia, em permanência, os seguintes serviços clínicos: Medicina Interna, Cardiologia, Gastroenterologia, Pneumologia, Psiquiatria, Neurologia, Pediatria, Cirurgia Geral, Estomatologia, Ginecologia, Obstetrícia, Oftalmologia, Ortopedia, Otorrinolaringologia, Urologia, Medicina Física e de Reabilitação e Dermatologia. Além destes, inclui um serviço de urgência, bloco operatório, farmácia hospitalar, laboratórios e pode ativar outros serviços clínicos sempre que necessário. Dispunha de uma capacidade de internamento de 130 camas.

## História
O estabelecimento foi criado em 1911 como Hospital Militar de Coimbra, sendo instalado no edifício do antigo Convento de Santa Teresa. Em 1918 passou para o edifício que ainda hoje ocupa, o qual havia sido construído em 1606 pelos Carmelitas e que havia servido de Colégio Universitário de S. José dos Marianos (1606-1848), de Hospital dos Lázaros (1848-1851) e de Real Colégio das Chagas (1851-1910). 
Na sequência da reorganização do Exército de 1926, o estabelecimento passa a ser o hospital da 2ª Região Militar, com a designação de "Hospital Militar Regional nº 2".
Na sequência da criação do Hospital das Forças Armadas em 2009, o HMR2 foi desativado como hospital e transformado no Centro de Saúde Militar de Coimbra (CSMC).

## Atualidade
Na atualidade, o CSMC, é uma Unidade de Saúde Militar de categoria III.
Tem capacidade de servir os militares no ativo e família militar nas seguintes valências:
Cardiologia, Pneumologia, Ginecologia, Gastroentrerologia, Psiquiatria, Medicina Interna, Medicina no trabalho, Urologia, Dermatologia, Oftalmologia, Otorrinolaringologia, Ortopedia, Cirurgia Geral, Estomatologia, Consulta Aberta, Imagiologia, Laboratório de Análises, Medicina Física e Reabilitação, Fisiatria, Enfermagem e Saúde Operacional.